# 岡本茂若
岡本 茂若（おかもと しげわか、1868年4月28日（慶應4年4月6日） - 1939年（昭和14年）9月23日）は、大日本帝国陸軍軍人。最終階級は陸軍少将。功三級。

## 経歴・人物
江戸（現・東京都）出身。1890年（明治23年）陸軍士官学校第1期卒業、 1890年（明治23年）7月29日の官報によると、陸軍士官学校第1期を歩兵科36番/103名で卒業。翌年、陸軍歩兵少尉に任官する。のち、1900年（明治33年）陸軍大学校第14期卒業。
陸軍歩兵少佐として日露戦争に出征。その後は、1911年（明治44年）9月に陸軍歩兵大佐・歩兵第47連隊長、1913年（大正2年）7月に第12師団参謀長、1915年（大正4年）8月に歩兵第71連隊長を経て、1916年（大正5年）8月に陸軍少将に昇進と同時に待命、同年12月に予備役に編入した。

## 栄典
- 1906年（明治39年）4月1日 - 勲四等旭日小綬章・功三級金鵄勲章・明治三十七八年従軍記章[5]